# John Sayles

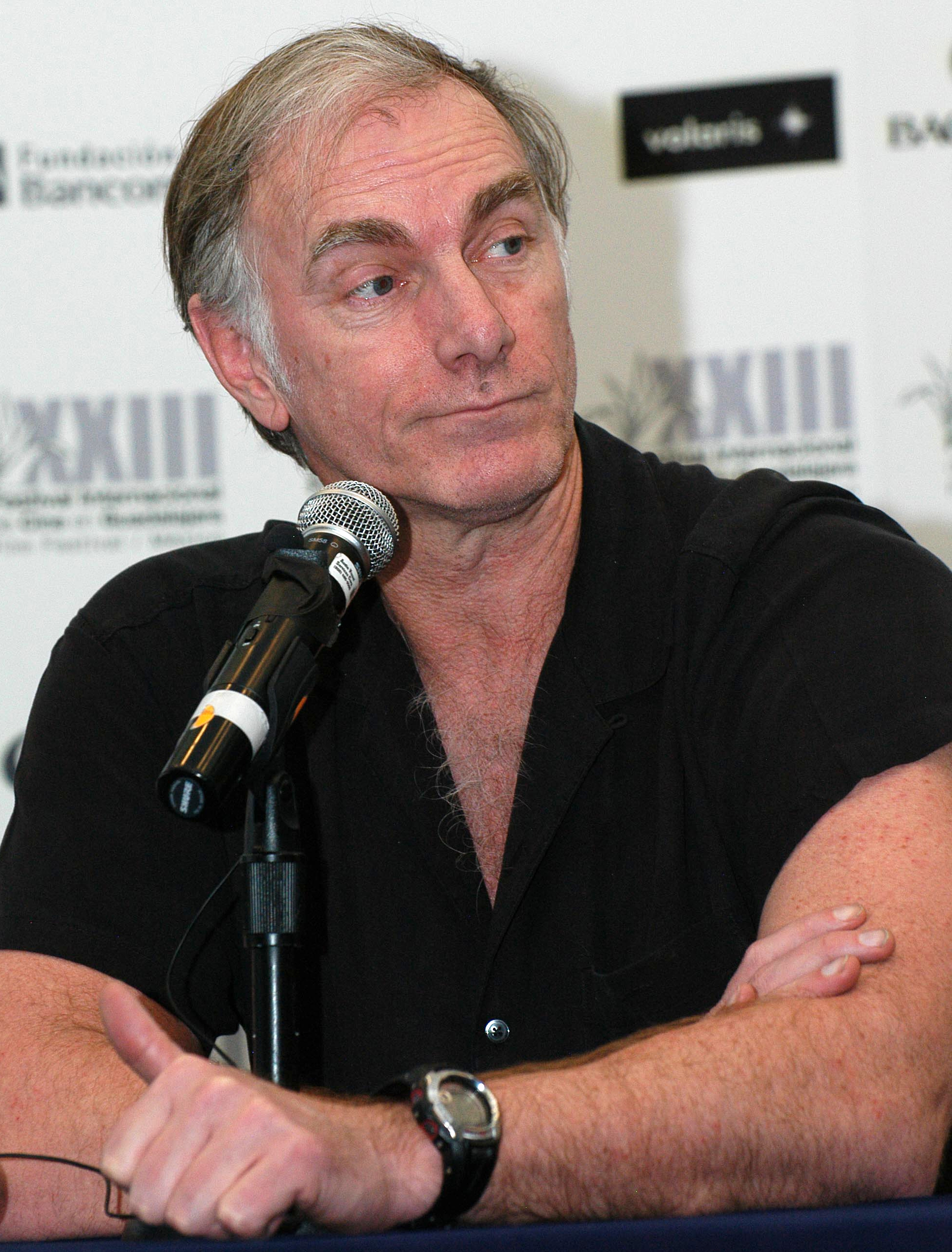
John Sayles (2008)

John Thomas Sayles (* 28. September 1950 in Schenectady, New York) ist ein US-amerikanischer Filmregisseur, Drehbuchautor, Produzent und Schauspieler. Er gilt seit den 1980er Jahren als einer der profiliertesten Vertreter des Independentfilms. Als Regisseur seiner Filmprojekte übernimmt er in der Regel auch die Verantwortung für das Drehbuch. Darüber hinaus wird er häufig als Script Doctor für die Verbesserung der Drehbücher anderer Autoren hinzugezogen. Auf diese Weise sichert er sich die finanzielle Unabhängigkeit bei der Realisierung seiner eigenen Projekte.

## Leben
Nach einem Abschluss in Psychologie verdiente Sayles sein Geld zunächst als Gelegenheitsarbeiter. Mit 25 Jahren verfasste er seinen ersten Roman The Bride of the Bimbos.
In Los Angeles arbeitete er anschließend als Drehbuchautor für verschiedene Filme von Roger Corman (Piranha, The Lady in Red, The Battle Beyond The Stars). 1980 drehte er seinen ersten Film als Regisseur: Die Rückkehr nach Secaucus. Nach mehreren Filmen verschiedener Genres wie dem Jugendfilm Baby It's You, dem Science-Fiction-Film Der Typ vom anderen Stern und dem Sportfilm Acht Männer und ein Skandal, in denen er die jeweiligen Klischees der Gattung geschickt unterlief, wurde er vor allem auch als Regisseur einiger der bekanntesten Musik-Videos für Bruce Springsteen bekannt, nämlich „Born in the U.S.A.“ und „I’m on Fire“.
Danach war er für einige der aufsehenerregendsten Independentfilme der 1990er Jahre verantwortlich, so Stadt der Hoffnung (1991), Passion Fish (1992) und Lone Star (1996). Für die beiden letzteren wurde er für einen Oscar in der Kategorie „Bestes Originaldrehbuch“ nominiert. Obwohl er danach weiterhin regelmäßig Filme drehte, gelangten nur noch Wenn der Nebel sich lichtet – Limbo von 1999 und Casa de los babys von 2003 in die deutschen Kinos.
Sayles’ erwachsene und komplexe Geschichten für das Kino haben es mittlerweile schwer, Vertriebsmöglichkeiten und ihren Weg zu einem Publikum zu finden. James Monaco attestiert Sayles zentralen Werken eine „geschickte und genaue Personengestaltung“ (S. 391). Sein Erstling Die Rückkehr nach Secaucus ist im National Film Registry als erhaltenswertes Kulturgut eingetragen.
In Filmen wie Gefährliche Freundin, Malcolm X, Matinee – Die Horrorpremiere, Gridlock’d sowie Girlfight – Auf eigene Faust war Sayles in Nebenrollen zu sehen.
Mit der Produzentin Maggie Renzi ist Sayles auch privat verbunden.
1983 war er MacArthur Fellow. 2005 wurde er in die American Academy of Arts and Sciences gewählt.

## Filmografie
Regie und Drehbuch
- 1978: Die Rückkehr nach Secaucus (The Return of the Secaucus Seven)
- 1981: Lianna
- 1983: Baby It’s You
- 1984: Der Typ vom anderen Stern (The Brother from Another Planet)
- 1987: Matewan
- 1988: Acht Mann und ein Skandal (Eight Men Out)
- 1991: Stadt der Hoffnung (City of Hope)
- 1992: Passion Fish
- 1994: Das Geheimnis des Seehund-Babys (The Secret of Roan Inish)
- 1996: Lone Star
- 1997: Hombres armados – Men With Guns (Men with Guns)
- 1999: Wenn der Nebel sich lichtet – Limbo (Limbo)
- 2002: Land des Sonnenscheins – Sunshine State (Sunshine State)
- 2003: Casa de los babys
- 2004: Silver City
- 2007: Honeydripper
- 2010: Amigo
- 2013: Go For Sisters

Drehbuch
- 1978: Piranhas (Piranha) – Regie: Joe Dante
- 1979: The Lady in Red – Regie: Lewis Teague
- 1980: Entscheidung des Herzens (A Perfect Match) – Regie: Mel Damski
- 1980: Das Tier (The Howling) – Regie: Joe Dante
- 1980: Der Horror-Alligator (Alligator) – Regie: Lewis Teague
- 1980: Sador – Herrscher im Weltraum (Battle Beyond the Stars) – Regie: Jimmy T. Murakami
- 1982: Wenn er in die Hölle will, laß ihn gehen (The Challenge) – Regie: John Frankenheimer
- 1983: Drei Frauen in New York (Enormous Changes at the Last Minute) – Regie: Mirra Bank, Ellen Hovde, Muffie Meyer
- 1986: Ayla und der Clan des Bären (The Clan of the Cave Bear) – Regie: Michael Chapman
- 1986: Todesursache – Agent Orange (Unnatural Causes) – Regie: Lamont Johnson
- 1987: Asphalt Kid (Wild Thing) – Regie: Max Reid
- 1989: Shannon – Sein schwerster Fall (Shannon’s Deal)
- 1989: Die Traumtänzer (Breaking In)
- 1994: Men of War – Regie: Perry Lang
- 2008: Die Geheimnisse der Spiderwicks (The Spiderwick Chronicles)

Literarische Vorlage
- 1995: Die Rückkehr der Piranhas – Regie: Scott P. Levy – Vorlage: Drehbuch zu „Piranha“ (1978)

Produktion
- 2000: Girlfight – Auf eigene Faust

Darsteller
- 1985: Harte Pfeile mitten ins Herz (Hard Choices) – Regie: Rick King
- 1986: Gefährliche Freundin
- 1989: Untamagiru – Regie: Go Takamine
- 1996: Gridlock’d – Voll drauf! (Gridlock’d) – Regie: Vondie Curtis-Hall